# Ци Ань
Ци Ань (*12 серпня 1837 — †8 квітня 1881) — китайська імператриця часів династії Цін, регентша у 1861–1881 роках.

## Життєпис

### Молоді роки
Походила з маньчжурської аристократичної родини. Донька Нюґуру Миуанги, намісника у провінції Гуансі, та його наложниці панні Гіян. При народжені отримала ім'я Нюґуру. Про молоді роки мало відомостей. Ймовірно отримала мінімальні знання, що були необхідні для представниці знаті. У 1850 році її сестра Сакда стала дружиною імператора Сяньфена, а Нюґуру стала імператорською наложницею 4 рангу. Незабаром Сакда померла й 24 липня 1852 року Нюґуру обирається новою імператрицею, отримвавши ім'я Ци Ань, тобто «Милостива й Та, що посилає спокій». Вона стає головною дружиною імператора. Згодом вона стикнулася з інтригами наложниці Орхідеї, яку Ци Ань намагалася викрити, повідомивши імператора Сяньфена щодо несправжньої вагітності Орхідеї. Проте це Ци Ань не вдалося. Згодом Ци Ань все ж таки зберігала вплив на імператора й державні справи.

### Регентша
22 серпня 1861 року помирає імператор Сяньфен. Із самого початку Ци Ань стикнулася зі спробою впливових сановників Су шуня, Цзай Юаня та Дуань Хуа перебрати владу замість малолітнього сина Сяньфена — Тунчжи. Ці сановники планували заслати Ци Ань та інших дружин померлого імператора до монастиря. Тому Ци Ань уклала союз з впливовою наложницею Орхідеєю. До них приєдналися брати Сяньфена — принци Гун та Чунь. Завдяки цьому вдалося запобігти змові Су Шуня та його спільників. останніх було страчено. Ци Ань отримала титул імператриця-удова Східного палацу, Орхідея під новим ім'я Ци Сі — імператрицею-удовою Західного палацу. Вони обидві стали регентшами імперії. При цьому статус Ци Ань був вищий, вона також безпосередньо опікувалася молодим імператором Тунчжи.
Поступово стосунки поміж Ци Ань та Ци Сі погіршувалися. Тоді перша вступила в домовленість із принцом Гуном проти Ци Сі. Найбільш вагомою дією їх була страта впливового євнуха та фаворита Ци Сі — Ань Дехая. Саме Ци Ань дала письмову згоду на страту Аня.
У 1872 році Ци Ань разом з Ци Сі брала участь у виборі дружини для імператора Тунчжи. Тоді ж Ци Ань відмовилася від регентства. Втім, вплив її зберігався з огляду на те, що Тунчжи більше прислухався до Ци Ань, ніж до своєї матері Ци Сі.
У 1874 році під час хвороби імператора регентство Ци Ань та Ци Сі було відновлено. Після смерті Тунчжи новим імператором визначено небожа Ци Сі — Гуансюя. Відтоді вплив Ци Ань поступово зменшується, владу перебирає на себе Ци Сі.
З 1877 року Ци Сі захворіла, з чого скористалася Ци Ань, відновивши владу. У 1877–1879 роках вона особисто керувала імперією. Одним з важливіших питань, що вдалося розв'язати Ци Ань — це розподіл області Ілі. Завдяки вмілим діям уряду на чолі із и Ань, підтримки Англії та Франції, Китаю зрештою вдалося домогтися повернення значної частки цієї області.
У 1879 році здоров'я Ци Сі значно поліпшилося, тому вона вирішила повернути собі владу. З цього моменту триває постійне протистояння Ци Ань із Ци Сі. У 1880 році вибух відкритий конфлікт між ними при проведенні траурних церемоній на могилі імператора сяньфена. Тоді перевагу здобула Ци Ань. З цим не бажала миритися Ци Сі. 8 квітня 1881 року Ци Ань під час аудієнції у своєму палаці раптово померла. За низкою відомостей вона була отруєна Ци Сі.